# Shangombo (Sambia)
Shangombo ist ein Ort mit etwa 2.000 Einwohnern unmittelbar an der Grenze zu Angola in der Westprovinz in Sambia. Er liegt etwa 1030 Meter über dem Meeresspiegel und ist Sitz der Verwaltung des gleichnamigen Distrikts. Die Provinzhauptstadt Mongu ist 280 Kilometer entfernt.

## Bürgerkrieg in Angola
Während des Bürgerkriegs in Angola 2001 plünderte die UNITA hier und nahm viele Sambier für Monate gefangen. Das ruinierte Äcker und Herden fast völlig. Die Sümpfe und Auen des Cuando in Angola reichen bis hierher und machen durch ihre Ausdehnung und dünne Besiedlung jede Verfolgung durch sambische Truppen aussichtslos. Gleichzeitig war es das Gebiet, in dem die UNITA Diamanten schlechter Qualität schürfen ließ, die sie über Sambia verkaufte. Bis heute verkaufen angolanische Bauern hier Mais und kaufen Second-Hand-Kleidung. Noch heute stehen hier vereinzelte Lager mit angolanischen Flüchtlingen.

## Infrastruktur
Shangombo ist ein sehr schwer erreichbares Gebiet. Das nächste Krankenhaus liegt einige hundert Kilometer entfernt in Senanga, Sesheke oder Mongu. Themen in Shamgombo sind Infrastruktur, Grundschulen, Bohrlöcher und Solarpanele. Es gibt keine Asphaltstraße, keine Elektrizität und kein Telefon. In dem Ort, eigentlich ein Militärposten, stehen einige Regierungsgebäude und kleine Geschäfte. 
Shamgombe ist für die angolanische Nachbarprovinz der einzige erreichbare Marktplatz, da die Wege nach Namibia und Botswana wegen des tiefen Sandes kaum passiert werden können.